# Kryštof Krýzl
Kryštof Krýzl (ur. 12 października 1986 w Pradze) – czeski narciarz alpejski, brązowy medalista mistrzostw świata juniorów.

## Kariera
Po raz pierwszy na arenie międzynarodowej Kryštof Krýzl pojawił się 24 listopada 2001 roku w Val Thorens, gdzie w lokalnych zawodach nie ukończył pierwszego przejazdu w slalomie. W 2003 roku wystartował na mistrzostwach świata juniorów w Briançonnais, zajmując 22. miejsce w slalomie i 44. miejsce w slalomie gigancie. Jeszcze trzykrotnie startował na zawodach tego cyklu, najlepszy wynik osiągając podczas rozgrywanych w 2006 roku mistrzostw świata juniorów w Quebecu, gdzie wywalczył brązowy medal w kombinacji. W zawodach tych wyprzedzili go jedynie Austriak Romed Baumann oraz Mauro Caviezel ze Szwajcarii.
W zawodach Pucharu Świata zadebiutował 23 października 2005 roku w Sölden, gdzie nie ukończył pierwszego przejazdu w gigancie. Pierwsze pucharowe punkty wywalczył 27 stycznia 2008 roku w Chamonix, zajmując 25. miejsce w superkombinacji. Jego najlepszą lokatą w zawodach tego cyklu jest dziewiąte miejsce w superkombinacji wywalczone 12 grudnia 2008 roku w Val d’Isère. Najlepsze wyniki osiągnął w sezonie 2008/2009, kiedy to zajął 76. miejsce w klasyfikacji generalnej, a w klasyfikacji superkombinacji był dziewiętnasty. Wielokrotnie startował na mistrzostwach świata, najlepszy wynik uzyskując podczas mistrzostw świata w Val d’Isère w 2009 roku, zajmując ósme miejsce w slalomie. Był też między innymi siedemnasty w kombinacji podczas igrzysk olimpijskich w Vancouver w 2010 roku. Dziewięciokrotnie zdobywał mistrzostwo Czech: w supergigancie, kombinacji i slalomie w 2009 roku, slalomie w 2011 roku, gigancie, slalomie i kombinacji w 2012 roku oraz gigancie i slalomie rok później.

## Osiągnięcia

### Igrzyska olimpijskie
| Miejsce | Dzień     | Rok  | Miejscowość | Konkurencja     | Czas biegu | Strata | Zwycięzca           |
| ------- | --------- | ---- | ----------- | --------------- | ---------- | ------ | ------------------- |
| 20.     | 14 lutego | 2006 | Turyn       | Kombinacja      | 3:12,32    | +4,83  | Ted Ligety          |
| 34.     | 18 lutego | 2006 | Turyn       | Supergigant     | 1:30,65    | +3,55  | Kjetil André Aamodt |
| DNS1    | 20 lutego | 2006 | Turyn       | Gigant          | 2:35,00    | —      | Benjamin Raich      |
| DNS1    | 25 lutego | 2006 | Turyn       | Slalom          | 1:43,14    | -      | Benjamin Raich      |
| 40.     | 15 lutego | 2010 | Vancouver   | Zjazd           | 1:56,69    | +4,12  | Didier Défago       |
| 17.     | 21 lutego | 2010 | Vancouver   | Superkombinacja | 2:44,92    | +3,39  | Bode Miller         |
| 23.     | 23 lutego | 2010 | Vancouver   | Gigant          | 2:37,83    | +2,90  | Carlo Janka         |
| DSQ1    | 23 lutego | 2010 | Vancouver   | Slalom          | 1:39,32    | -      | Giuliano Razzoli    |
| 19.     | 14 lutego | 2014 | Soczi       | Superkombinacja | 2:45,20    | +4,69  | Sandro Viletta      |
| DNF     | 19 lutego | 2014 | Soczi       | Gigant          | 2:45,29    | -      | Ted Ligety          |
| DNF     | 22 lutego | 2014 | Soczi       | Slalom          | 1:41,84    | -      | Mario Matt          |
| 19.     | 13 lutego | 2022 | Pekin       | Gigant          | 2:09,35    | +6,62  | Marco Odermatt      |
| DNF1    | 16 lutego | 2022 | Pekin       | Slalom          | 1:44,09    | -      | Clément Noël        |

### Mistrzostwa świata
| Miejsce | Dzień     | Rok  | Miejscowość       | Konkurencja       | Czas biegu | Strata | Zwycięzca              |
| ------- | --------- | ---- | ----------------- | ----------------- | ---------- | ------ | ---------------------- |
| DNF     | 3 lutego  | 2005 | Bormio            | Kombinacja        | 3:19,10    | -      | Benjamin Raich         |
| 22.     | 12 lutego | 2005 | Bormio            | Slalom            | 1:41,34    | +6,58  | Benjamin Raich         |
| 42.     | 6 lutego  | 2007 | Åre               | Supergigant       | 1:14,30    | +2,68  | Patrick Staudacher     |
| DNF1    | 14 lutego | 2007 | Åre               | Gigant            | 2:19,64    | -      | Aksel Lund Svindal     |
| DNF1    | 17 lutego | 2007 | Åre               | Slalom            | 1:57,33    | -      | Mario Matt             |
| 26.     | 4 lutego  | 2009 | Val d’Isère       | Supergigant       | 1:19,41    | +4,25  | Didier Cuche           |
| 11.     | 9 lutego  | 2009 | Val d’Isère       | Superkombinacja   | 2:23,00    | +3,22  | Aksel Lund Svindal     |
| 22.     | 13 lutego | 2009 | Val d’Isère       | Gigant            | 2:18,82    | +4,07  | Carlo Janka            |
| 8.      | 15 lutego | 2009 | Val d’Isère       | Slalom            | 1:44,17    | +2,40  | Manfred Pranger        |
| 31.     | 18 lutego | 2011 | Ga-Pa             | Gigant            | 2:10,56    | +3,16  | Ted Ligety             |
| 39.     | 20 lutego | 2011 | Ga-Pa             | Slalom            | 1:41,72    | +15,71 | Jean-Baptiste Grange   |
| 20.     | 17 lutego | 2013 | Schladming        | Slalom            | 1:51,03    | +3,51  | Marcel Hirscher        |
| 35.     | 5 lutego  | 2015 | Vail/Beaver Creek | Supergigant       | 1:15,68    | +3,19  | Hannes Reichelt        |
| 26.     | 8 lutego  | 2015 | Vail/Beaver Creek | Superkombinacja   | 2:36,10    | +3,66  | Marcel Hirscher        |
| 23.     | 13 lutego | 2015 | Vail/Beaver Creek | Gigant            | 2:34,16    | +3,85  | Ted Ligety             |
| DNF1    | 15 lutego | 2015 | Vail/Beaver Creek | Slalom            | 1:57,47    | -      | Jean-Baptiste Grange   |
| DNF     | 9 lutego  | 2017 | Sankt Moritz      | Supergigant       | 1:25,38    | -      | Erik Guay              |
| 29.     | 13 lutego | 2017 | Sankt Moritz      | Superkombinacja   | 2:26,33    | +3,88  | Luca Aerni             |
| 9.      | 14 lutego | 2017 | Sankt Moritz      | Drużynowo         | -          | -      | Francja                |
| 32.     | 17 lutego | 2017 | Sankt Moritz      | Gigant            | 2:13,31    | +5,12  | Marcel Hirscher        |
| DSQ1    | 19 lutego | 2017 | Sankt Moritz      | Slalom            | 1:34,75    | -      | Marcel Hirscher        |
| 41.     | 6 lutego  | 2019 | Åre               | Supergigant       | 1:24,20    | +5,02  | Dominik Paris          |
| DNF1    | 15 lutego | 2019 | Åre               | Gigant            | 2:20,24    | -      | Henrik Kristoffersen   |
| DNF     | 16 lutego | 2021 | Cortina d’Ampezzo | Gigant równoległy | -          | -      | Mathieu Faivre         |
| 13.     | 17 lutego | 2021 | Cortina d’Ampezzo | Zawody drużynowe  | -          | -      | Norwegia               |
| 19.     | 19 lutego | 2021 | Cortina d’Ampezzo | Gigant            | 2:05,86    | +4,78  | Mathieu Faivre         |
| DNF1    | 21 lutego | 2021 | Cortina d’Ampezzo | Slalom            | 1:46,48    | -      | Sebastian Foss Solevåg |

### Mistrzostwa świata juniorów
| Miejsce | Dzień     | Rok  | Miejscowość  | Konkurencja | Czas biegu | Strata     | Zwycięzca                      |
| ------- | --------- | ---- | ------------ | ----------- | ---------- | ---------- | ------------------------------ |
| 44.     | 7 marca   | 2003 | Briançonnais | Gigant      | 2:02,72    | +6,65      | Daniel Albrecht Mario Scheiber |
| 22.     | 8 marca   | 2003 | Briançonnais | Slalom      | 1:33,74    | +6,68      | Marc Berthod                   |
| 17.     | 10 lutego | 2004 | Maribor      | Zjazd       | 1:09,61    | +1,37      | Romed Baumann                  |
| 54.     | 12 lutego | 2004 | Maribor      | Supergigant | 1:17,49    | +3,76      | Hans Olsson                    |
| 32.     | 13 lutego | 2004 | Maribor      | Gigant      | 2:17,40    | +4,64      | Jeffrey Harrison               |
| 26.     | 14 lutego | 2004 | Maribor      | Slalom      | 1:33,33    | +7,49      | Raphael Fässler                |
| 12.     | 15 lutego | 2004 | Maribor      | Kombinacja  | 32,84 pkt  | ?          | François Bourque               |
| 18.     | 23 lutego | 2005 | Bardonecchia | Zjazd       | 1:25,58    | +1,94      | Rok Perko                      |
| 11.     | 24 lutego | 2005 | Bardonecchia | Slalom      | 1:24,10    | +2,28      | Filip Trejbal                  |
| 17.     | 25 lutego | 2005 | Bardonecchia | Supergigant | 1:25,20    | +1,14      | Michael Gmeiner                |
| 8.      | 27 lutego | 2005 | Bardonecchia | Gigant      | 2:10,28    | +1,18      | Michael Gmeiner                |
| 5.      | 27 lutego | 2005 | Bardonecchia | Kombinacja  | 37,53 pkt  | +16,54 pkt | Tim Jitloff                    |
| 12.     | 2 marca   | 2006 | Québec       | Zjazd       | 1:27,26    | +1,62      | Christopher Beckmann           |
| 19.     | 4 marca   | 2006 | Québec       | Supergigant | 1:11,81    | +1,77      | Michael Sablatnik              |
| 10.     | 5 marca   | 2006 | Québec       | Slalom      | 1:32,98    | +2,21      | Mikkel Bjørge                  |
| 20.     | 6 marca   | 2006 | Québec       | Gigant      | 2:20,50    | +3,57      | Stefan Guay                    |
| 3.      | 6 marca   | 2006 | Québec       | Kombinacja  | 15,70 pkt  | +45,18 pkt | Romed Baumann                  |

### Puchar Świata

#### Miejsca w klasyfikacji generalnej
- sezon 2007/2008: 116.
- sezon 2008/2009: 76.
- sezon 2009/2010: 109.
- sezon 2010/2011: 150.
- sezon 2011/2012: 77.
- sezon 2012/2013: 87.
- sezon 2013/2014: 113.
- sezon 2014/2015: 118.
- sezon 2015/2016: 99.
- sezon 2016/2017: 81.

#### Miejsca na podium w zawodach
Krýzl nie zajmował miejsc na podium w zawodach PŚ.